# 脊帮斗蛤
脊帮斗蛤（学名：Pandora carinata）是笋螂目屠刀蛤科帮斗蛤属的一种。

## 形态描述
见壳小型、质薄，白色。如同其他幫斗蛤屬物種一樣：两壳不等、左壳较右壳大而且更凸，右壳平。

## 分佈
本物種分佈於西北太平洋淺海，見於印度尼西亚（411 m）、台湾、日本（50—150m）的暖水海域，視乎當地緯度而棲息水深有所不同。

## 外部連結
- 維基物種上的相關：脊帮斗蛤